# Franciszek Ambicki
Franciszek Ambicki (ur. 14 maja 1900 w Markowcach, zm. wiosną 1940 w Kalininie) – starszy posterunkowy Policji Państwowej, ofiara zbrodni katyńskiej.

## Życiorys

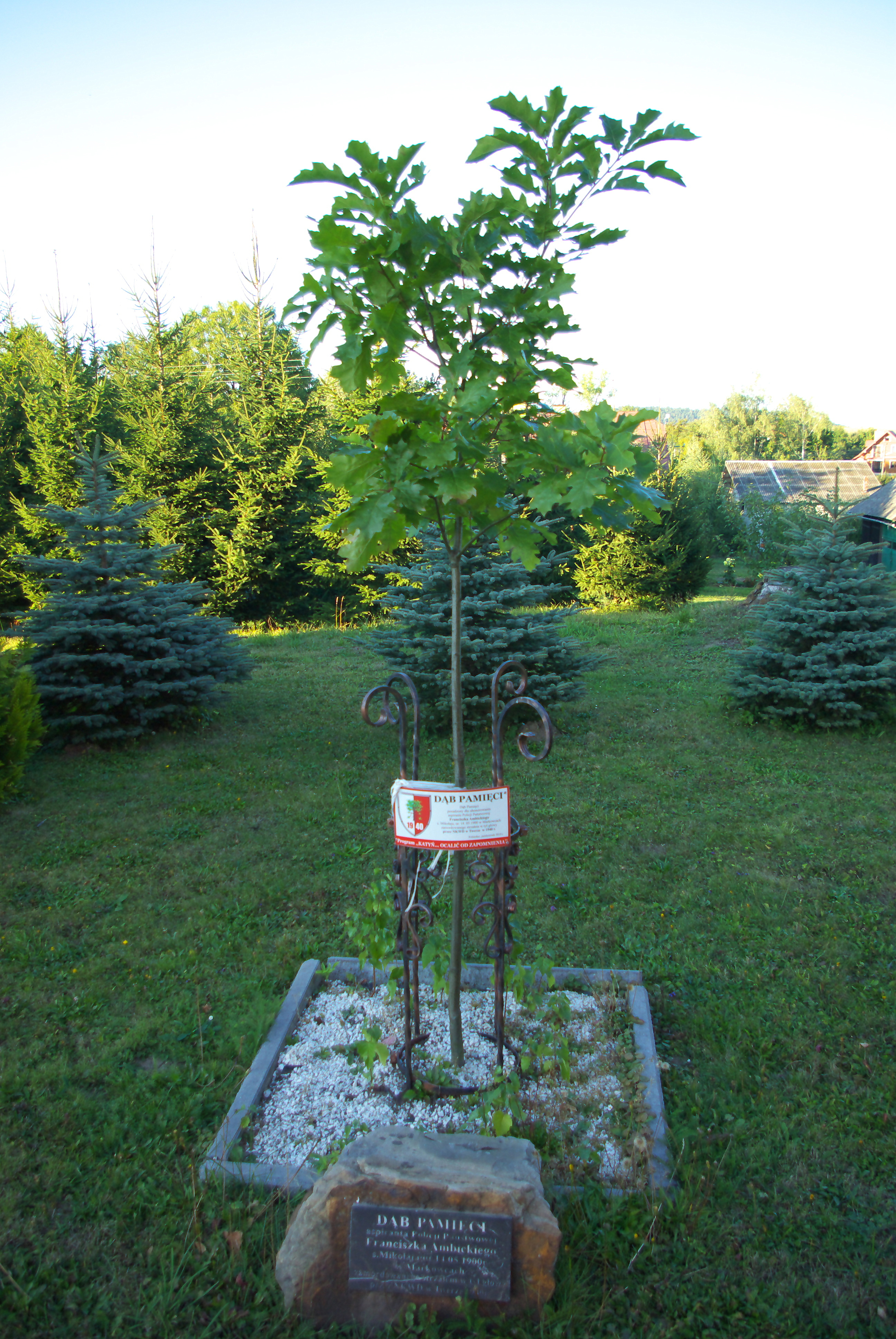
Dąb Pamięci honorujący Franciszka Ambickiego w Markowcach

Urodził się w jako syn Mikołaja i Magdaleny, z domu Brajt. Jego ojciec prowadził 27-morgowe gospodarstwo rolne w okolicach rodzinnej wsi. Ambiccy mieli ośmioro dzieci, w tym czterech synów i cztery córki. Franciszek Ambicki zdał maturę w ówczesnej Szkole Ludowej im. Franciszka Józefa I, podobnie jak brat Jan, który następnie nakłonił go do podjęcia służby w Policji Państwowej. W jej szeregach pracował w Krośnie.
Wobec zagrożenia konfliktem zbrojnym w 1939 zmobilizowany. W tym czasie pełnił służbę w Komendzie Powiatowej w Krośnie. Po wybuchu II wojny światowej w czasie kampanii wrześniowej 1939 pełnił służbę policyjną w południowo-wschodniej części II Rzeczypospolitej. Po agresji ZSRR na Polskę z 17 września 1939 został aresztowany przez sowietów (jego brat Jan wcześniej powrócił do domu w Jedliczu), a następnie był przetrzymywany w obozie w Ostaszkowie. Na wiosnę 1940 został wywieziony i zamordowany w siedzibie Obwodowego Zarządu NKWD w Kalininie (obecnie Twer) przez funkcjonariuszy oraz pracowników NKWD przybyłych z Moskwy na mocy decyzji Biura Politycznego KC WKP(b) z 5 marca 1940. Jest pochowany na terenie obecnego Polskiego Cmentarza Wojennego w Miednoje.
Jego żoną była Janina, z którą miał dwóch synów: Ryszarda, Jana i córkę Zdzisławę.

## Upamiętnienie
W 2007 pośmiertnie został awansowany do stopnia aspiranta Policji Państwowej.
W ramach akcji „Katyń... pamiętamy” / „Katyń... Ocalić od zapomnienia” Franciszkowi Ambickiemu poświęcono Dąb Pamięci, posadzony 7 kwietnia 2011 w rodzinnych Markowcach. Zasadzenia dokonał m.in. Augustyn Ambicki, krewny Franciszka Ambickiego.
Nazwisko Franciszka Ambickiego znalazło się wśród zbiorowo upamiętnionych mieszkańców Krosna i okolic pomordowanych w ramach zbrodni katyńskiej, umieszczonych na tablicy pamiątkowej, odsłoniętej 17 września 2012 w bazylice kolegiackiej Świętej Trójcy w Krośnie.